# Leucon intermedius
Leucon intermedius är en kräftdjursart som beskrevs av Ute Mühlenhardt-Siegel 1996. Leucon intermedius ingår i släktet Leucon och familjen Leuconidae. Inga underarter finns listade i Catalogue of Life.